# Kalinine K-5
Le Kalinine K-5 (en russe : Калинин К-5) était un avion de ligne, conçu et produit en Union soviétique au cours des années 1930 par Kalinine (en). Il fut produit en plus grande quantité qu'aucun autre avion de ligne soviétique de son époque, avec quelque 260 avions produits.
Le K-5 était un monoplan conventionnel, à aile haute dotée de renforts, disposant d'une cabine et d'un cockpit entièrement fermés. Il prenait globalement la suite logique des conceptions précédentes de Kalinine, bien qu'étant plus grand.

## Conception et développement
Constantin Kalinine avait déjà considéré la conception d'un avion de ligne pour dix à douze passagers, dès 1926, mais ce ne fut pas avant que la compagnie Ukrvozduhput exprime un intérêt pour une telle machine, à la fin de l'année suivante, que les travaux ne commencèrent sérieusement. Le prototype fut prêt au milieu de l'automne 1929, et prit l'air pour la première fois le 18 octobre 1929,, avec Mikhail Artemevitch Snegirev aux commandes. Les essais de sécurité pour la Commission d'État commencèrent le 30 mai 1930, et furent réalisés avec succès,.
Des problèmes récurrents avec les moteurs Bristol Jupiter produits sous licence par le constructeur français Gnome et Rhône entraînèrent la re-motorisation du second prototype avec des Pratt & Whitney Hornet, de conception américaine. Cette machine fut chargée d'effectuer des essais supplémentaires et de nombreux vols promotionnels avant que la production en série du K-5 ne puisse débuter. Les premiers exemplaires de série furent utilisés sur des lignes aériennes de tests entre Kharkiv et Moscou, Mineralnye Vody et Bakou. Des soucis avec les moteurs Bessonov M-15 (ru) devinrent rapidement évidents, avec des casses fréquentes et des durées de vie opérationnelles mesurées seulement en douzaines d'heures,. Les opérations du K-5 furent alors suspendues par l'Inspectorat de l'Aviation civile, jusqu'à ce que les différents problèmes soient résolus.
Kalinine se tourna alors vers le Chvetsov M-22 — lui-aussi un Bristol Jupiter produit sous licence —, comme groupe propulseur alternatif. Alors que la fiabilité s'améliorait, cette installation créait cependant une traînée plus importante qu'avec le M-15, ce qui fit baisser les performances de manière significative. Les essais d'acceptation de l'État, menés en le 26 mai et le 26 juin 1932, confirmèrent la fiabilité du moteur, avec 550 décollages et atterrissages, ainsi que 2 000 virages serrés, mais mirent en évidence que la capacité en charge utile était désormais trop faible pour être considérée comme acceptable,. Toutefois, pendant ce temps-là, le M-15 était enfin devenu suffisamment fiable pour que ces restrictions puissent être ignorées, et la production en série du K-5 reprit. Finalement, environ 100 exemplaires de l'avion furent équipés de ce moteur. La fiabilité du M-15, après son retour sur les planches à dessin, fut mise en avant et justifiée lors d'un vol éprouvant à-travers le Caucase, le 25 juin 1933.
Finalement, le Mikouline M-17F (en) se présenta comme le groupe propulseur définitif pour le K-5, offrant une augmentation de puissance et de performances par rapport au M-15, mais réduisant la charge utile et la distance franchissable de l'avion à cause de sa masse plus importante. Le nouveau moteur nécessitait également le renforcement de la structure des ailes ; Le premier K-5 ayant reçu ces moteurs souffrit en effet de dommages structurels pendant les essais,, en raison de la puissance plus importante de ces moteurs.
Environ 290 exemplaires du K-5 furent produits, dont une partie dans l'usine de Kharkiv, en Ukraine.

## Caractéristiques
Le K-5 était un monomoteur à aile haute, doté d'un empennage classique, et son fuselage était de section rectangulaire et fait du tubes d'acier soudés. La partie avant était recouverte de duralumin, recouvrant le moteur et l'habitacle, alors que la partie arrière était recouverte de tissu renforcé avec des fils métalliques. Le bâti-moteur était universel et pouvait recevoir différents modèles de moteurs. Les ailes étaient de forme elliptique, avec une partie de leur structure en acier et le reste en bois, le tout recouvert de toile et de contreplaqué.
La dérive était de forme classique, avec des plans elliptiques et une possibilité de réglage de l'angle d'attaque sur ± 5°. La structure était en bois, avec un revêtement en lin. Le train d'atterrissage était de type classique, à deux jambes principales et un patin au niveau de la queue. Les jambes principales étaient faites en treillis de tubes d'acier et comportaient chacune une roue et des amortisseurs à élastiques en caoutchouc.
Trois moteurs différents pouvaient être installés dans le nez de l'appareil :
- Le M-15, à 9 cylindres en étoile refroidis par air et développant une puissance de 450 ch (330 kW)[1] ;
- Le M-22, à 9 cylindres en étoile refroidis par air et développant une puissance de 480 ch (350 kW)[1] ;
- Le M-17F, à 12 cylindres en V refroidis par eau et développant une puissance de 500 à 730 ch (365 à 535 kW)[1].

Ces trois moteurs recevaient une hélice à deux pales, sur toutes les versions de l'appareil.
Le contrôle de l'avion était effectué par des câbles, et l'habitacle possédait quelques instruments nécessaire au vol : Indicateurs de vitesse, altimètres, tachymètres, manomètres de pression d'huile, jauges de réservoir de carburant et jauges de température d'huile.

## Carrière opérationnelle
Le K-5 fut utilisé comme avion principal par la compagnie aérienne russe Aeroflot,, remplaçant alors les Junkers F 13 et Dornier Merkur de conception allemande en service régulier sur les lignes de la compagnie. Le premier vol planifié effectué par des K-5 était celui reliant Moscou à Kharkiv, suivi par des services entre Moscou et Sverdlovsk, Tachkent et Arkhangelsk. Ils restèrent en service jusqu'en 1940,,, devenant l'épine dorsale des opérations domestiques de l'Aeroflot.
Le K-5 fut également utilisé par les forces aériennes soviétiques en tant qu'avion de transport militaire, servant dans ce rôle jusqu'en 1943.

## Utilisateurs
- Mongolie :
  - Armée populaire mongole (en).
- URSS :
  - Aeroflot[2] ;
  - Forces aériennes soviétiques[2].

## Spécifications techniques (Version à moteur Argus)
Données de Russian Aviation Museum, (ru) Histoire de la construction aéronautique en URSS jusqu'en 1938 et (ru) Уголок неба.
Caractéristiques générales
- Équipage : 2 pilotes
- Capacité : 8 passagers ou 690 kg de cargaison
- Longueur : 15,87 m
- Envergure : 20,50 m
- Hauteur : 2,89 m
- Surface alaire : 66 m2
- Masse à vide : 1 540 kg
- Masse typique : 2 350 kg
- Moteur : 1   moteur à pistons à 12 cylindres en V refroidis par eau Mikouline M-17F (en) de 730 ch (540 kW)

 Performances 
- Vitesse maximale : 209 km/h
- Vitesse de croisière : 170 km/h
- Distance franchissable : 960 km
- Plafond : 5 040 m
- Vitesse ascensionnelle : 60 m/min
- Charge alaire : 23,33 kg/m2
- Rapport poids-puissance : 2,11 kg/ch